# Königliches Schloss (Sofia)

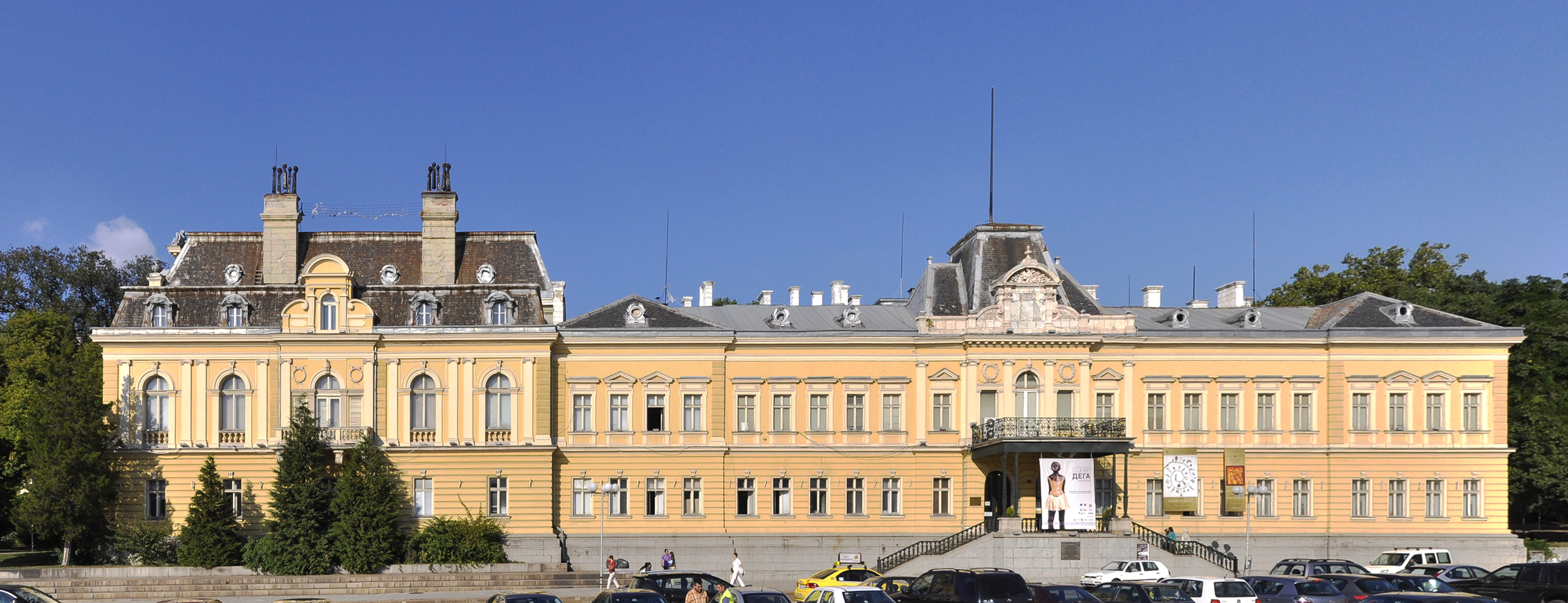
Das Königliche Schloss zu Sofia

Das Königliche Schloss (bulgarisch Царски дворец Zarski dworez) im Zentrum von Sofia war bis 1944 die Residenz der Könige von Bulgarien und ist seit 1953 der Sitz der Nationalgalerie sowie des Nationalen Ethnographischen Museums.

## Geschichte

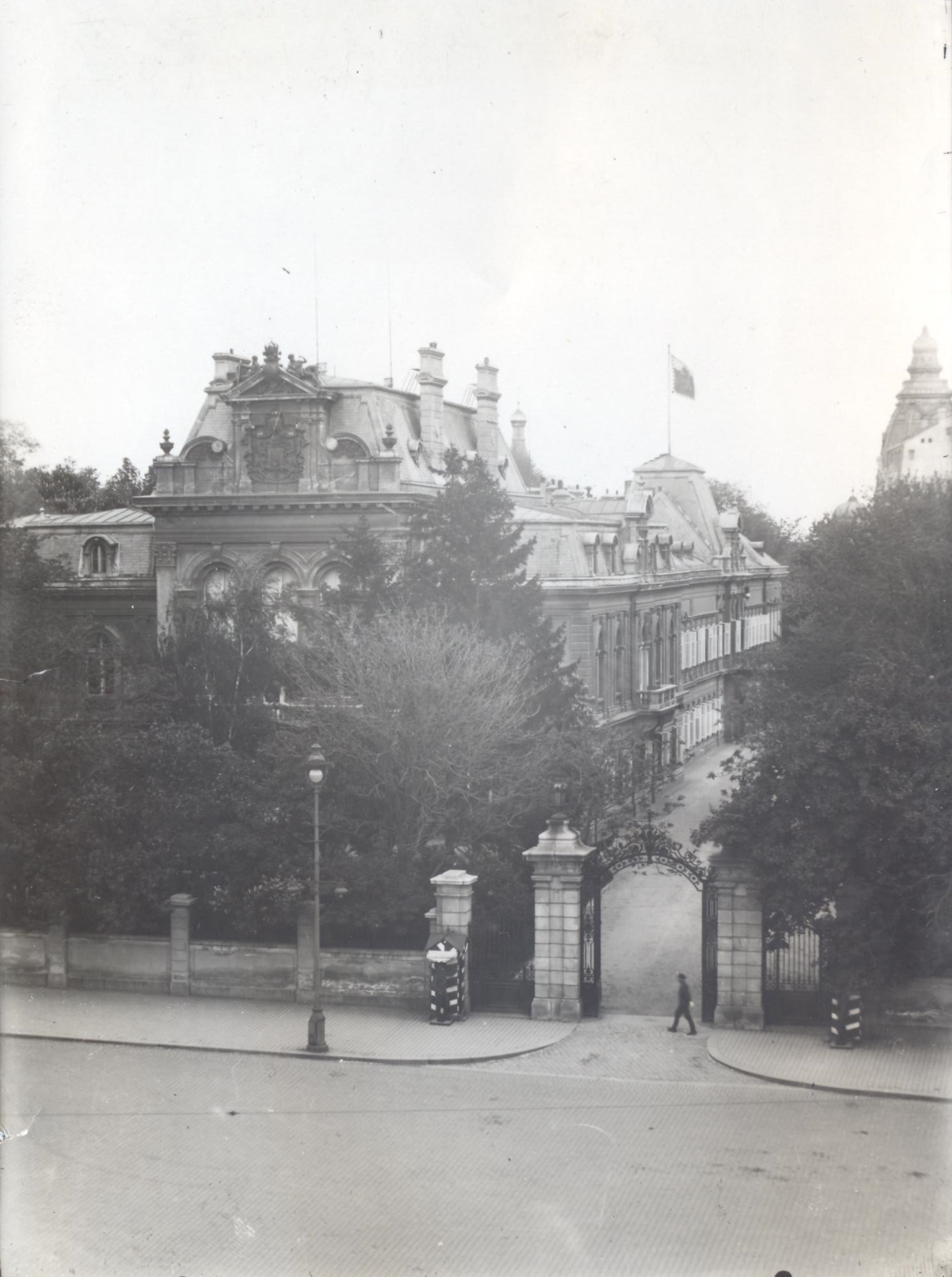
Das Schloss vor 1944

Das Sofioter Schloss wurde nach der Befreiung Bulgariens von der osmanischen Herrschaft (1878) und der Erklärung Sofias zur Hauptstadt (1879) anstelle des Konaks errichtet.
Die erste Bauphase fand während der Herrschaft von Fürst Alexander I. (1879–1886) statt. Er beauftragte den österreichischen Architekten Viktor Rumpelmayer (1830–1885) mit dem Umbau des Konaks. Hierbei blieben die Fundamente und Teile der Fassaden des ehemaligen osmanischen Regierungsgebäudes erhalten. 1882 wurde das im Neubarockstil umgebaute und um einen Nordwestflügel erweiterte Schloss eröffnet, das in den Augen der Zeitgenossen wie ein französisches Palais aussah. Im Erdgeschoss lagen die Dienerzimmer, im Obergeschoss die Prachträume der Fürstenfamilie mit dem Thronsaal, dem Festsaal, dem Empfangssaal, dem Speisesaal und einem Wintergarten. Heute befindet sich im Mittelflügel und im Nordwestflügel die Nationalgalerie.
Die zweite Bauphase fand während der Herrschaft von König Ferdinand I. (1887–1918) statt. Er beauftragte den österreichischen Architekten Friedrich Grünanger (1856–1929) mit der Erweiterung des Schlosses. 1896 wurde der ebenfalls im Neubarockstil errichtete Nordostflügel eröffnet. Hierin lagen die Wohnräume der Fürstenfamilie mit dem Studienzimmer, dem Erholungszimmer, dem, Speisezimmer, dem Empfangszimmer, dem Gästezimmer, dem Dienerzimmer, einer Kutschenauffahrt und einem Personenaufzug. Heute befindet sich im Nordostflügel das Nationale Ethnographische Museum.
Nach der sowjetischen Besatzung im Zweiten Weltkrieg und dem darauffolgenden Sturz der Monarchie am 9. September 1944 wurde das „prächtigste Gebäude der bulgarischen Hauptstadt“ zum Sitz des Ministerrates erklärt. Im Jahr 1953 übergab die Volksrepublik das Sofioter Schloss der Nationalen Kunstgalerie und dem Nationalen Ethnographischen Museum.